# 本田朋
本田 朋（ほんだ とも、1974年7月8日 - ）は、日本の政治家、元福島県議会議員(3期)。

## 経歴
福島県二本松市出身。福島県立福島南高等学校卒業後、スイスや英国への留学を経て、その後渡米しマサチューセッツ州ボストンのサフォーク大学で歴史学（法制史）を専攻し卒業。スイス、ヴォー州レザン村のビジネススクールを経て、英国国立ウエストミンスター大学大学院国際関係学研究科にて外交政策学を専攻、外交政策学修士課程修了、外交政策学修士。
大学院卒業後フランスのパリやドイツのフランクフルト、シュトゥットガルトなどで現地貿易商社に勤務。2005年に帰国、二本松市選挙区での福島県議会議員補欠選挙に立候補を表明。選挙では小泉旋風の中、社民党の推薦を受け、自民党公認候補と一騎討ちの末、初当選し民主党へ入党。議会では最年少議員（当時）として、総務委員会、決算審査特別委員会に所属する。
2006年の福島県立大野病院事件に際し、6月28日福島県議会定例会一般質問において本件を「最善の手だてを尽くされたと思われる産婦人科医師が逮捕されるという異例の事態」とし、県警本部長表彰の基準を質す一般質問を行った。後にこの産婦人科医師は無罪とされた。
2007年、第16回統一地方選挙にあわせて実施された福島県議会選挙で、無投票再選。
2010年6月に佐藤雄平知事が福島第一原子力発電所にプルサーマル導入を決定する際に、所属会派の集約意見を実際と異なる形で伝達し、結果的に導入を推進する大きな役割を果たした。
2011年3月11日に発生した東日本大震災および福島第一原子力発電所事故に際して、デイリー・テレグラフ、ロイター通信等、海外メディアのインタビューに登場し、福島県の窮状を英語で国際社会へ向けて発信した。
その後、東日本大震災で8ヶ月延期となった2011年福島県議会議員選挙にて3期目の当選を果たす。当時政権与党であった民主党の公認候補であるにもかかわらず、県議会同期でみんなの党参議院議員（当時）の小熊慎司や同党衆議院議員江田憲司の応援演説だけでなく、国政野党であったみんなの党の推薦をうけたことを理由に、民主党を除籍処分とされ、無所属となる。
特定秘密保護法案に反対の立場から、2013年福島県議会9月定例会において、全国都道府県議会としては最初となる特定秘密保護法案制定に反対する福島県議会の意見書を作成し、提案者として全会一致で「特定秘密の保護に関する法律案に対し慎重な対応を求める意見書」を採択に導いた。
2014年、母校であるサフォーク大学政治学部サマースクールにて「原子力災害と福島県の復興」について講演した。
第47回衆議院議員総選挙において、福島県第2区、維新の党からの立候補を表明したが、民主、維新両党の一本化工作により、出馬に至らなかった。
2015年3月30日に記者会見を行い、次期福島県議会議員選挙への四選出馬を見送る事を表明。同年11月に任期満了、政界引退。
2015年6月23日、福島県議会会派「ふくしま未来ネットワーク」控え室において、訪問者に殴打される事件が発生。犯人は26日に逮捕された。